# Clay Regazzoni

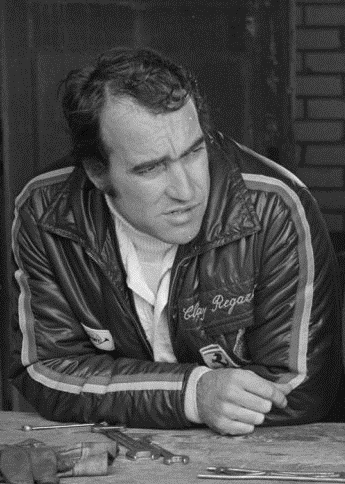
Clay Reggazoni in 1971

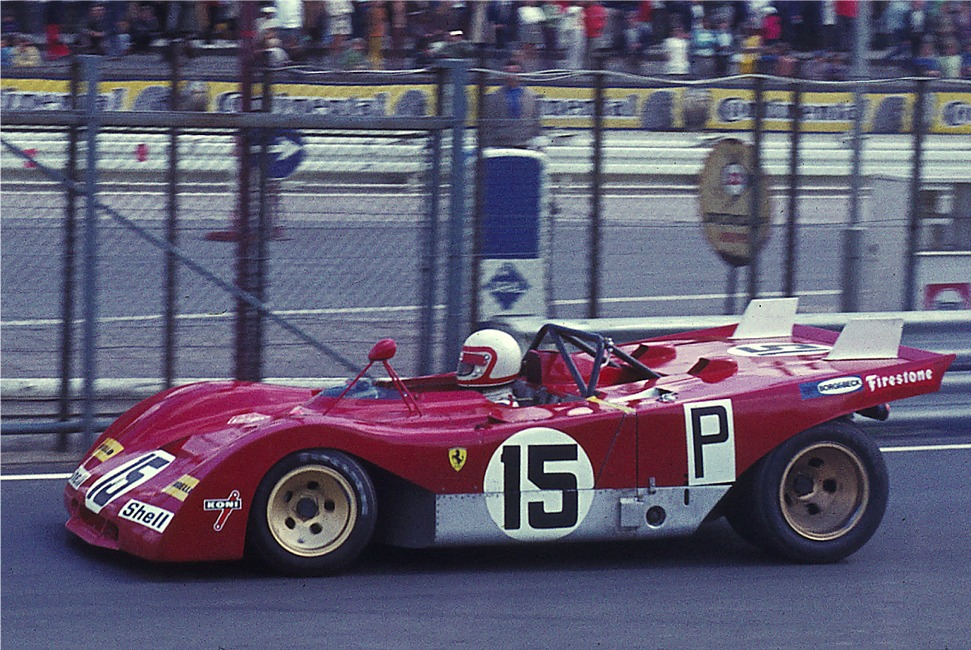
Clay Regazzoni in de Ferrari 312P, Nürburgring (1971)

Gianclaudio Regazzoni (Porza bij Lugano, 5 september 1939 –  Parma, 15 december 2006) was een Zwitserse Formule 1-coureur.
 Hij was eerst actief in de Formule 3 en Formule 2 en daarna in de Formule 1 van 1970 tot 1980. In 1974 werd hij gekozen tot Zwitsers Sportman van het Jaar.

## Carrière
In de Formule 1 reed hij van 1970 tot 1976 voor Ferrari, met uitzondering van 1973 bij BRM. Samen met Niki Lauda bracht hij de "Scuderia" in de daaropvolgende jaren opnieuw aan de top. Zijn resultaten stonden in de schaduw van die van Lauda, maar hij won toch drie wedstrijden voor Ferrari in die periode en verloor nipt de titel aan Emerson Fittipaldi in 1974. Na de Grote Prijs van Engeland in 1976 viel hij bij het team in ongenade omdat hij schuld had aan een aanrijding met Niki Lauda. De volgende seizoenen reed hij voor de bescheiden teams van Ensign en Shadow, maar in 1979 werd hij door Frank Williams als tweede piloot na Alan Jones gecontracteerd voor het Williams F1-team. Hij slaagde erin de eerste overwinning voor dit team te behalen bij de Grote Prijs van Engeland in Silverstone, maar kreeg geen contractverlenging en keerde in 1980 terug naar Ensign. Dat jaar kwam er een abrupt einde aan zijn F1-carrière tijdens de Grote Prijs van de Verenigde Staten in Long Beach, toen zijn rempedaal afbrak en hij op volle snelheid op een andere, geparkeerde wagen inreed. Als gevolg van dit ongeval raakte hij verlamd aan de benen.
Maar Clay Regazzoni keerde terug naar de autosport: met speciaal aangepaste wagens nam hij in de jaren 1980-90 meermaals deel aan Parijs-Dakar en andere soortgelijke "rallyraids".
Hij reed in totaal 132 Grote Prijzen, stond 5 maal op pole position en won vijfmaal:
- 1 overwinning in 1970 voor Ferrari in Monza
- 1 overwinning in 1974 voor Ferrari op de Nürburgring
- 1 overwinning in 1975 voor Ferrari in Monza
- 1 overwinning in 1976 voor Ferrari in Long Beach
- 1 overwinning in 1979 voor Williams te Silverstone

Zijn beste resultaat in het wereldkampioenschap was de tweede plaats in 1974, achter Emerson Fittipaldi.
Opmerkelijk is dat Regazzoni in zijn eerste jaar Formule 1 reeds in zijn vijfde race zegevierde (Monza) en met 33 punten meteen derde werd in het WK achter de betreurde Jochen Rindt (Lotus-Ford) en zijn Ferrari-ploeggenoot Jacky Ickx. In zijn debuutwedstrijd te Zandvoort werd Regazzoni al meteen vierde in zijn Ferrari 312 Boxer 001.
Clay Regazzoni overleed op 15 december 2006 na een auto-ongeluk dicht bij Parma. Regazzoni reed op de A1-autoweg, toen hij met zijn Chrysler Voyager frontaal op een lichte vrachtwagen botste.